# Schietpartij op de Santa Fe High School op 18 mei 2018
De schietpartij op de Santa Fe High School vond plaats op 18 mei 2018 op de middelbare school van Santa Fe, in de Amerikaanse staat Texas. Twee leraren en acht leerlingen kwamen bij de schietpartij om het leven. Dertien anderen raakten gewond. De zeventienjarige Dimitrios Pagourtzis werd opgepakt in verband met de schietpartij.
De schietpartij was de op twee na dodelijkste schietpartij op een middelbare school in de Verenigde Staten, na de schietpartij op Columbine High School in 1999 en de schietpartij op Stoneman Douglas High School in 2018.

## De schietpartij
Om 7:32 uur 's ochtends CST ontving de politie de eerste melding van een schietpartij op de school. De schietpartij begon in het kunstcomplex van de school, bestaande uit vier ruimtes. De schutter ging van ruimte naar ruimte en schoot op leerlingen en docenten. Hij daagde de leerlingen uit terwijl hij op ze schoot. Nadat een aantal leerlingen zich in een opbergkast had verstopt, schoot de schutter door de gesloten deur, waarbij minimaal één leerling om het leven kwam. Toen de leerlingen de kast verlieten, in de veronderstelling dat de schutter weg was, kwam de schutter terug. Toen hij een van de leerlingen herkende riep hij 'Suprise!', voordat hij het vuur opende op de leerling.
Om 7:45 uur arriveerden de eerste politieagenten bij de school. Binnen vier minuten bereikten de agenten de schutter, waarna er een vuurgevecht ontstond. Om 8:02 uur verliet de schutter een van de klaslokalen, waarbij hij zich overgaf.

## Slachtoffers
De volgende twee leraren en acht leerlingen kwamen om het leven:
- Cynthia Tisdale, 63 (leraar)
- Glenda Ann Perkins, 64 (leraar)
- Jared Conard Black, 17
- Shana Fisher, 16
- Christian Riley Garcia, 15
- Aaron Kyle McLeod, 15
- Angelique Ramirez, 15
- Sabika Sheikh, 17 (een uitwisselingsstudent uit Pakistan)
- Christopher Stone, 17
- Kimberly Vaughan, 14